# Bauhinia delavayi
Bauhinia delavayi är en ärtväxtart som beskrevs av Adrien René Franchet. Bauhinia delavayi ingår i släktet Bauhinia och familjen ärtväxter. Inga underarter finns listade i Catalogue of Life.